# Vadas György
Vadas György (1921 – 1999. június 9.) magyar nemzetközi labdarúgó-játékvezető.

## Pályafutása

### Labdarúgóként
A Typográfia labdarúgója volt, akik emlékeznek rá tudják, hogy nem tartozott a puha játékosok közé. Sportpályafutása alatt, keménysége miatt többször volt kiállítva.

### Labdarúgó-játékvezetőként

#### Nemzeti játékvezetés
Az első hivatalos mérkőzését 1947-ben Debrecenben vezette. 1961-ben lett a legfelső szintű labdarúgó-bajnokság játékvezetője. Az első NB I-es bajnoki mérkőzése, a Tatabánya–Diósgyőr (1:2) találkozó volt. A nemzeti bajnokságtól 1971-ben a Tatabánya–Vasas (1-3) mérkőzés irányításával búcsúzott. Érthetetlen módon ezen a mérkőzésen a vele szemben elkövetett súlyos sportszerűtlenséget nem büntette, nem jelentette, sőt az elnökség felkérésére sem ismerte el, ezért játékvezetői tevékenysége szép csendesen mellőzésre került. Első ligás mérkőzéseinek száma: 86

#### Nemzetközi játékvezetés
A Magyar Labdarúgó-szövetség Játékvezető Bizottsága 1965-ben terjesztette fel nemzetközi játékvezetőnek, a Nemzetközi Labdarúgó-szövetség (FIFA) bíróinak keretébe. Több nemzetek közötti válogatott és klubmérkőzést vezetett. Nemzetközi játékvezetői pozícióját 1965-ig megőrizte. Távozásának oka, hogy nem hagyta magát az Inter vezetői által anyagilag befolyásolni az 1965. évi Inter-Celtic BEK-döntőn, amit tökéletesen és pártatlanul vezetett le. Ezt követően Honti György, az MLSZ főtitkára meggátolta nemzetközi pályafutását.